# 烏蘭尼夫

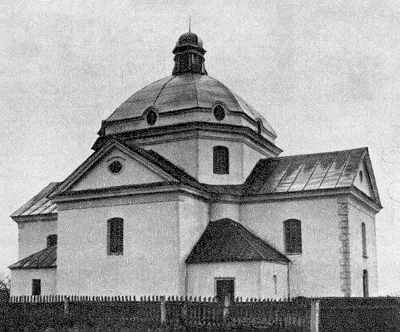
教堂

烏蘭尼夫（羅馬化：Ulaniv）是烏克蘭西南部文尼察州赫米利尼克區乌兰尼夫市镇内的村落及其行政中心。始建於1433年，面積5.6平方公里，海拔高度262米，人口2,500，人口密度每平方公里542.5人。